# La salamandra
La salamandra (títol original: The Salamander) és un thriller de 1981 dirigit per Peter Zinner, en el seu debut com a director. La pel·lícula es basa en una novel·la amb el mateix nom de Morris West.
Ha estat doblada al català.

## Argument
El policia Dante Matucci investiga una sèrie d'assassinats que impliquen persones en posicions prominents. Deixa darrere de cada escena d'assassinat un dibuix d'una salamandra. Mentre el recompte de cossos creix, el policia veu un patró que podria assenyalar a una conspiració contra el govern italià.

## Repartiment
- Franco Nero: Carabiner Coronel Dante Matucci
- Anthony Quinn: Bruno Manzini
- Martin Balsam: Capità Steffanelli
- Sybil Danning: Lili Anders
- Christopher Lee: Princep Baldasar, el Director d'Intel·ligència
- Cleavon Poc: Major Carl Malinowski, USMC
- Paul L. Smith: El cirurgià
- John Steiner: Capità Roditi
- Claudia Cardinale: Elena Leporello
- Eli Wallach: General Leporello
- Renzo Palmer: Carabiner Major Giorgione
- Anita Strindberg: Princessa Faubiani
- Marino Masé: Capità Rigoli
- Jacques Herlin: Woodpecker
- Fortunato Camp: General Pantaleone
- John Stacy: Conserge
- Gitte Lee: Princessa Baldasar
- Nello Pazzafini: Guardaespatlles de Manzini